# Ctesifonte

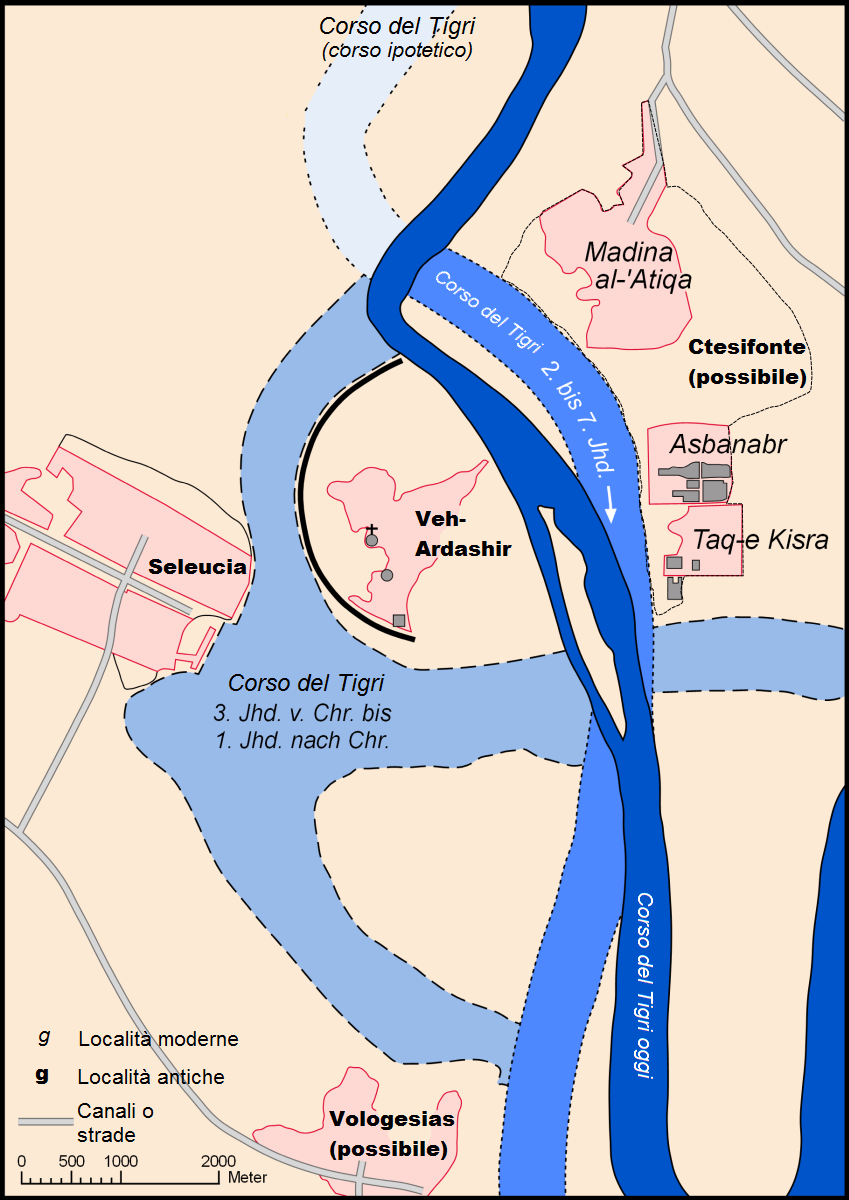
Mappa dell'antica città di Ctesifonte.

Ctesifonte è stata una delle principali città dell'antica Mesopotamia, capitale dell'Impero partico prima e sasanide poi. Si suppone che nel VI secolo sia stata la città più popolata al mondo.

## Storia

### Epoca persiana
Ctesifonte (in lingua persiana تیسفون, Tīsifūn), in origine campo militare partico, venne fondata sulla riva sinistra del fiume Tigri intorno alla seconda metà del II secolo a.C., esattamente di fronte alla già esistente Seleucia, dall'imperatore Mitridate I di Partia della dinastia degli Arsacidi e scelta dai sovrani partici come residenza invernale, mentre la residenza estiva era la città di Ecbatana, nella regione persiana della Media, la cui data di fondazione è anteriore a quella di Ctesifonte. La sua collocazione corrisponde a quella dell'attuale località di Madāʾin, ad una trentina di chilometri dalla capitale dell'Iraq, Baghdad. Aveva un impianto urbanistico rotondo ed era chiamata "la città bianca". Fu, inoltre, la sede del patriarca (katholikòs) della chiesa nestoriana, ormai diffusa in Persia in opposizione alla chiesa di Bisanzio e quindi a capo di tutti i cristiani dell'Impero sasanide.

#### Campagne militari romane
A partire dalla sua fondazione, la città fu spesso mira delle conquiste dei Romani che, tuttavia, riuscirono a tenerla per un tempo piuttosto breve, senza continuità temporale tra una presa e l'altra, a volte limitandosi al saccheggio.
Nel 116 fu conquistata da Traiano (campagne partiche di Traiano), dopodiché fu ripresa da Lucio Vero nel 165 (campagne partiche di Lucio Vero). Nel 198 fu nuovamente conquistata e distrutta da Settimio Severo, le cui vicende sono illustrate nell'omonimo arco, assumendo così il titolo di "Parthicus Maximus " (campagne partiche di Settimio Severo).
Divenuta la capitale del nuovo Impero sasanide, Gordiano III tentò di catturarla, ma senza riuscirci. Il re dei re di Palmira, Settimio Odenato, lanciò una campagna militare per difendere i confini orientali dell'Impero romano, riuscendo ad assediare Ctesifonte per ben due volte, ottenendo il titolo di "corrector totius Orientis" e ponendo fine alle mire espansionistiche di Sapore I. L'imperatore Marco Aurelio Caro la conquistò nel 283, ma perì subito dopo (campagne sasanidi di Caro e Numeriano); fu Galerio a riconquistarla con una nuova spedizione nel 298. Infine, nel 363, Giuliano tentò invano la sua conquista, sconfiggendo l'esercito sasanide proprio davanti alla capitale (battaglia di Ctesifonte) che però non cadde, nella spedizione militare in cui egli stesso perse la vita (campagne sasanidi di Giuliano).
Per la sua posizione su una delle direttrici dell'antica Via della seta, Ctesifonte fu teatro di battaglie anche in seguito alla caduta dell'Impero romano d'Occidente, venendo contesa tra l'Impero bizantino e i Sasanidi. L'Imperatore romano d'oriente Eraclio, durante la guerra romano-sasanide, risparmiò la città da un assedio, sapendo che la conquista sarebbe stata inutile, poiché il vero fulcro del potere persiano era l'altopiano iranico.

### Epoca araba
Nel 637 la città venne conquistata, su ordine del califfo ʿUmar ibn al-Khaṭṭāb, dall'esercito arabo-musulmano di Saʿd ibn Abī Waqqāṣ, in particolare da Zuhra ibn al-Hawiyya al-Tamimi e da Al-Muthanna ibn Ḥāritha, capo della tribù Banū Bakr ibn Wāʾil, finendo per essere inglobata nel nascente Califfato dei Rashidun. Quando il califfo abbaside al-Manṣūr decise di fondare Baghdad nel 762 si avviò definitivamente il declino di Ctesifonte che si ridusse, nei secoli, alle dimensioni di un villaggio.
Nell'attuale sito archeologico, numerosi sono i resti visibili e risalenti alle diverse epoche. Ricordiamo, tra questi, quelli del grande palazzo imperiale di Cosroe I (Tāq-i Kisrā).